# Кийт Джарет
Кийт Джарет (на английски: Keith Jarrett) е американски джазов и класически пианист и композитор, родом от Алънтаун, щата Пенсилвания, САЩ.
Утвърждава се в света на джаза и класическата музика в началото на 1970-те години. Характерен е със соловите си концерти от напълно импровизирана музика.

## Биография

### Произход и младежки години
Кийт Джарет израства в музикално семейство, като още на три години започва да свири на пиано. Още като дете изнася солови рецитали на класическа музика, както и свои композиции. Получава стипендия за следване в музикалния колеж Бъркли в Бостън, но след една година го напуска и се премества в Ню Йорк.
Първоначално е привлечен от Арт Блейки в неговата група „Джаз Месинджърс“, а през 1966 – 1968 г. свири с квартета на Чарлз Лойд, заедно с барабаниста Джак ДеДжонет и контрабасиста Сесил МакБий. С квартета обикаля света и печели признанието на широката публика. Въпреки неприязънта си към електронните инструменти, в периода 1969 – 71 г. Кийт Джарет свири на електронен орган и пиано във фюжън групата на Майлс Дейвис. Там за кратък период е заедно с друг голям съвременен пианист, Чък Кърия. След този период се отдава напълно на акустичното пиано. След като минава през школата на Майлс Дейвис, бързо успява да изгради свой стил, който го прави един от най-влиятелните джаз пианисти днес.

### Зряло творчество
Зрелият период в творчеството му започва в средата на 80-те. То може да се обособи в три насоки:

#### Солови концерти
При соловите си концерти на пиано Джарет обикновено се отдава на пълна импровизация. Едно от постиженията му е концертът в операта на миланската Ла Скала през 1995 година. Това е първият некласически концерт в историята на операта. Подобно на Оскар Питърсън и Телониъс Монк, Джарет е характерен със стоновете, които издава по време на концерт. Освен това той е „активен“ по време на свирене, движи се по пейката, почти танцува. Това предизвиква противоречиви мнения у почитатели и критика.

#### Класически концерти
През цялата си кариера Кийт Джарет остава тясно свързан с класическата музика. Той се проявява като добър интерпретатор на известни произведения на Бах, Шостакович, Моцарт и други. Освен това той се изявява и като композитор.

#### Трио „Стендърдс“
В началото на 1983 година Кийт Джарет, заедно с контрабасиста Гари Пийкок и барабаниста Джак ДеДжонет, основават знаменитото трио „Стендърдс“ (The Standards). В репертоара им преобладават джаз стандартите. През годините печелят признание по цял свят, включително и четири номинации за Грами.
През октомври 1991 година записват албума „Bye Bye Blackbird“ в памет на Майлс Дейвис, който почива по-рано същата година. И тримата са силно повлияни от Майлс Дейвис в зората на кариерите си.

## Награди
- Награда Сонинг, 2004 г.

## Подбрана дискография
- Expextations (1971)
- Facing You (1971)
- The Koln Concert (1975)
- Spheres (1976)
- Concerts (1981)
- Spirits (1985)
- The Standards Live (1985), заедно с Пийкок и ДеЖонет
- Vienna Concert (1991)
- Keith Jarrett At The Blue Note I – VI, The Complete Recordings (1994)
- La Scala (1995)
- Tokyo 96 (1996)
- Whisper Not (1999), концертен албум от Париж в трио с Пийкок и ДеЖонет